# ジーナ・フライ
ジーナ・フライ（Sina Frei、1997年7月18日 - ）は、スイス出身の女子自転車競技（マウンテンバイク・クロスカントリー(XC)）選手。2018年マウンテンバイク世界選手権クロスカントリーU23の優勝者。

## 主な戦歴
- オリンピック マウンテンバイク・クロスカントリー
  - 2016年 8位 クロスカントリー  リオデジャネイロ

- マウンテンバイク世界選手権クロスカントリー
  - 2014年  3位 クロスカントリー ジュニア  ハーフィエル
  - 2016年  2位 クロスカントリー U23  ノヴェ・メスト
  - 2016年  3位 クロスカントリー チームリレー  ノヴェ・メスト
  - 2017年  優勝 クロスカントリー U23  ケアンズ
  - 2017年  優勝 クロスカントリー チームリレー　 ケアンズ
  - 2018年  2位 クロスカントリー U23　 レンツァーハイデ
  - 2018年  優勝 クロスカントリー チームリレー　 レンツァーハイデ
  - 2019年  優勝 クロスカントリー U23　 モンサンタン
  - 2019年  優勝 クロスカントリー チームリレー　 モンサンタン

- 欧州大陸選手権
  - 2015年   優勝 クロスカントリー ジュニア
  - 2016年   優勝 クロスカントリー U23
  - 2017年   優勝 クロスカントリー U23
  - 2018年   優勝 クロスカントリー U23
  - 2018年  2位 クロスカントリー チームリレー
  - 2019年   優勝 クロスカントリー U23

- スイス国内選手権
  - 2016年  優勝 クロスカントリー U23
  - 2017年  優勝 クロスカントリー U23
  - 2019年  優勝 クロスカントリー U23